# Contortabastborre
Contortabastborre, Dendroctonus ponderosae, är en art inom familjen barkborrar. Dess ursprungsområde är västra Nordamerika från Mexiko till centrala British Columbia. Den har ett hårt skelett och är omkring fem millimeter lång. Den lever och livnär sig på gultall, contortatall och vanlig europeisk tall.